# نيكولا غرينير
نيكولا غرينير (بالفرنسية: Nicolas Grenier)‏ هو كاتب ومترجم وشاعر فرنسي، ولد في 29 أبريل 1975 في لو بلانك ميسنيل في فرنسا.